# Würzburger FV
Der Würzburger Fußballverein 04 e. V. (kurz WFV 04) ist ein Fußballklub aus der unterfränkischen Bezirkshauptstadt Würzburg, der im Jahr 1981 – nach der Insolvenz des Vorgängervereins 1. Würzburger FV 04 – gegründet wurde. Vor der Insolvenz machte der (Vorgänger)verein zuletzt Mitte der 1970er Jahre durch den Aufstieg in die 2. Bundesliga überregional auf sich aufmerksam. Mit der Neugründung begann man in der untersten Spielklasse einen Neuaufbau. Seit der Spielzeit 2012/13 spielt der Würzburger FV in der Nordstaffel der fünftklassigen Bayernliga. Anfang Oktober 2021 änderte der Verein seinen Vereinsnamen wieder in Würzburger Fußballverein 04. Dies war nach einer Fusion mit dem Würzburger Förderverein 04 e. V. möglich geworden.

## Geschichte

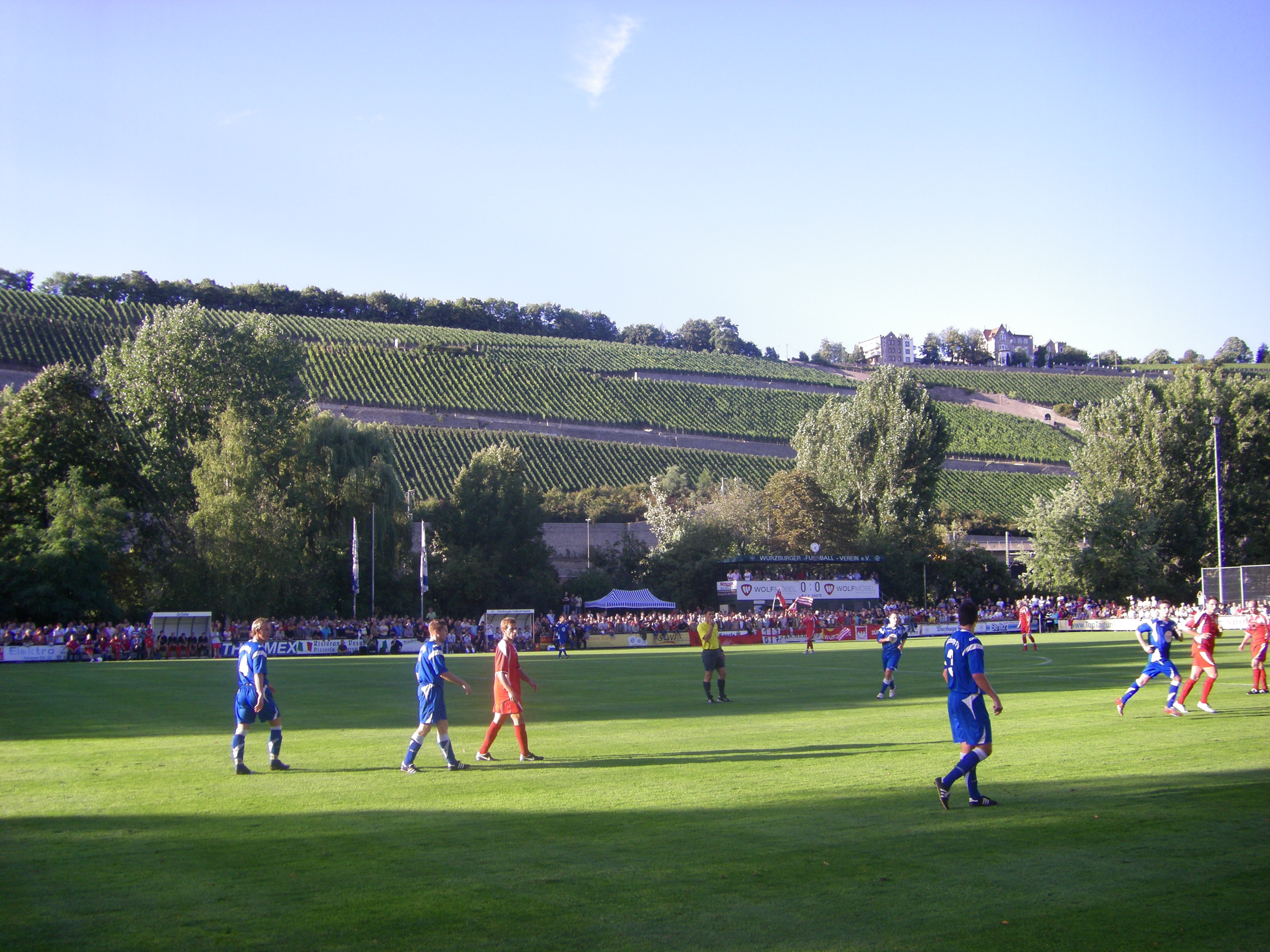
Die Sepp-Endres-Sportanlage (im Hintergrund der Würzburger Stein).

### Vorgängerverein 1. Würzburger FV 04
Im Jahr 1904 wurde der Vorgängerverein des Würzburger FV als 1. Würzburger FV 04 (auch als FV 04 Würzburg bekannt) gegründet. Größte Erfolge vor dem Zweiten Weltkrieg waren 1927 der Aufstieg in die erstklassige Bezirksliga Bayern, durch welchen dem Verein die Vormachtstellung in der Stadt vor dem Lokalrivalen Würzburger Kickers gelang, sowie die Gründungsmitgliedschaft in der von den Nationalsozialisten eingeführten Gauliga Bayern. Aus dieser erfolgte nach einem Jahr der Abstieg, während des Krieges erlebte der Verein noch zwei weitere Male den Aufstieg ins bayerische Oberhaus.
Nach dem Krieg folgten häufig Mittelfeldplätze in der Amateurliga Bayern. Einen neuerlichen Aufschwung erlebte der FV 04 Würzburg 1976, als der Aufstieg in die 2. Bundesliga gelang und der Lokalrivale Würzburger Kickers es ihm im Folgejahr gleichtat. Im Jahr 1980 stand der Abstieg aus der 2. Bundesliga und im Mai 1981 schließlich der Konkurs des Vereins. Die alte Spielstätte an der Frankfurter Straße übernahm die DJK Würzburg, die Löschung aus dem Vereinsregister erfolgte einige Jahre später.

### Würzburger FV ab 1981
In Folge der Insolvenz des 1. WFV 04 wurde 1981 der Würzburger FV als Nachfolgeverein gegründet. Die Mannschaft nahm den Spielbetrieb zunächst im untersten Amateurbereich (C-Klasse) auf.
Bis 2005 kämpfte sich der „neue“ Würzburger FV in die Bayernliga (ab der Einführung der dritten Liga 2008/09 die fünfthöchste Spielklasse), aus der er jedoch in der Saison 2008/09 – zusammen mit den Würzburger Kickers – wieder abstieg. In der Saison 2010/11 gelang der Wiederaufstieg in die damals höchste bayerische Spielklasse.
Im Folgejahr 2011/12 hatte sich der Verein die Qualifikation zur neu eingeführten Regionalliga Bayern zum Ziel gesetzt. Nach einem zwölften Platz in der Tabelle wurde der direkte Aufstieg verpasst und eine Relegationsteilnahme über zwei Runden nötig. In der zweiten Relegationsrunde gegen den SV Heimstetten gewann der WFV das Rückspiel auf eigenem Platz mit 2:1, verpasste aber nach einer 0:1-Niederlage im Hinspiel aufgrund der Auswärtstorregel die Qualifikation für die vierte Spielklasse. Seit 2012/13 spielt der WFV damit in der fünftklassigen Staffel Nord der nunmehr zweigliedrigen Bayernliga und findet sich damit das erste Mal seit dem Jahr 1998 in der Ligahierarchie hinter dem Stadtrivalen Würzburger Kickers.
Im Herbst 2014 wurden erhebliche finanzielle Probleme des Vereins bekannt, die den WFV, wie bereits seinen Vorgängerverein 1981, fast an den Rand der Insolvenz brachten.

## Spielstätten

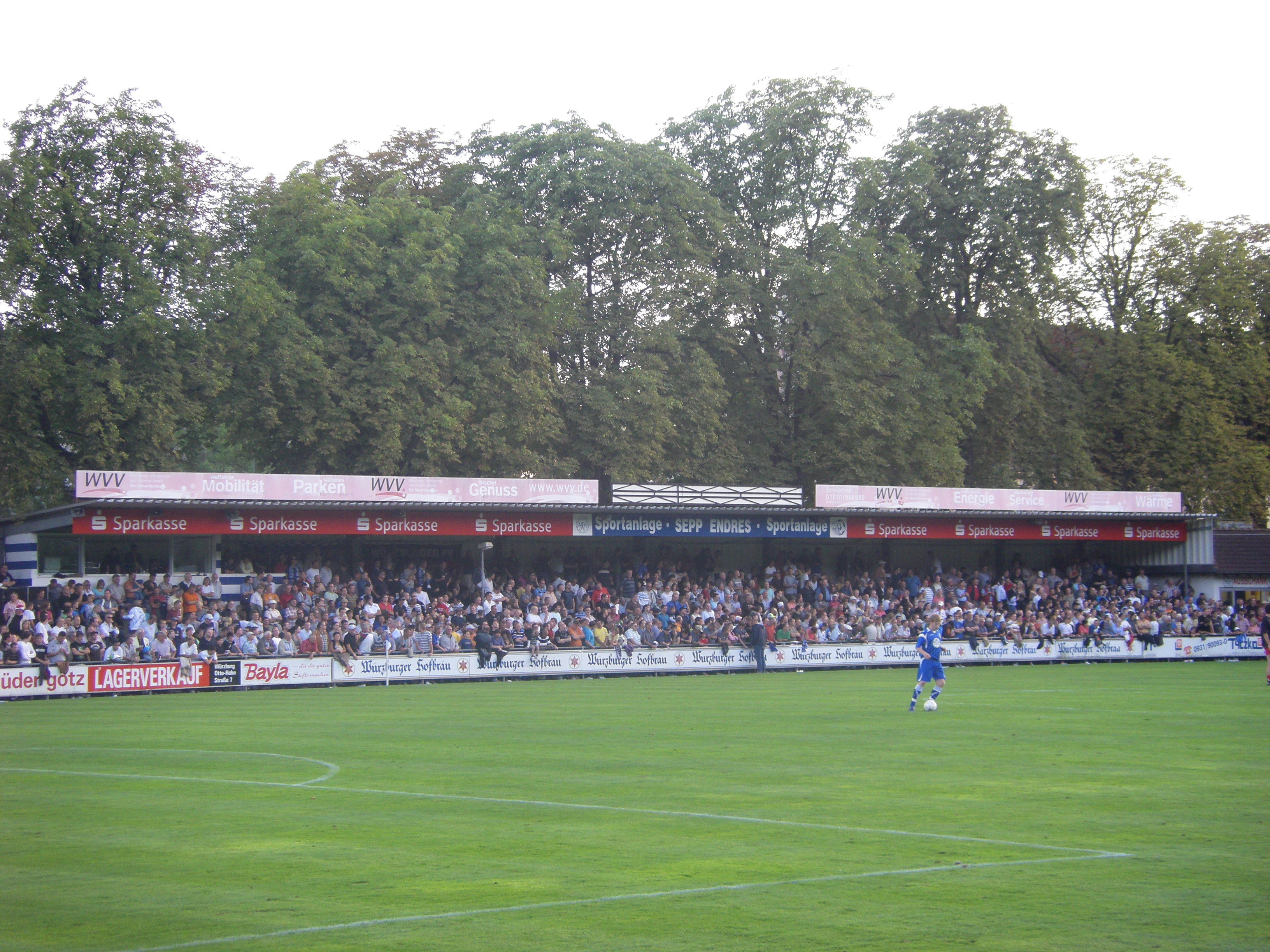
Stehplatztribüne der Sepp-Endres-Sportanlage.

- 1904 bis 1909: Kugelfang auf dem Galgenberg
- 1909 bis 1912: Talavera, Wörthstraße
- 1912 bis 1982: Stadion an der Frankfurter Straße (nach der Übernahme durch die DJK Würzburg „DJK-Stadion“, inzwischen abgerissen und durch Neubau ersetzt)
- seit 1982: Sepp-Endres-Sportanlage (ehemaliges DJK-Gelände an der Mainaustraße)

Die vom WFV benutzte Sepp-Endres-Sportanlage in der Mainaustraße befindet sich, wie auch das Stadion seines Vorgängervereins an der Frankfurter Straße, in der Zellerau, einem Wohngebiet westlich des Stadtzentrums. Es wurde im Zuge der Neugründung von der DJK Würzburg übernommen, während diese auf das Gelände an der Frankfurter Straße umzog. Die neue Heimstätte hatte zunächst lediglich einen Rotgrandplatz und wurde vom WFV 1985 um einen Rasenplatz erweitert. Da das Gelände nur an einer Seite über eine Tribüne verfügt, die sich zwischen dem Spielfeld und der Mainaustraße erstreckt, ist es kein Stadion im eigentlichen Sinne, die Anlage verfügt über keine Sitzplätze.

## DFB-Pokal-Teilnahmen
- 1. Hauptrunde 2001/02: Würzburger FV – TSV 1860 München 0:10
- 1. Hauptrunde 2007/08: Würzburger FV – VfL Wolfsburg 0:4

## Ligazugehörigkeiten
- 1981 bis 1983 C-Klasse Würzburg
- 1983 bis 1985 B-Klasse Würzburg
- 1985/86 A-Klasse Würzburg
- 1986 bis 1988 Bezirksliga
- 1988 bis 1991 Bezirksoberliga Unterfranken
- 1991 bis 1999 Landesliga Nord
- 1999 bis 2002 Bayernliga
- 2002/03 Landesliga Nord
- 2003/04 Bayernliga
- 2004/05 Landesliga Nord
- 2005 bis 2009 Bayernliga
- 2009/10 Landesliga Nord
- 2010 bis 2012 Bayernliga
- seit 2012 Bayernliga Nord

## Persönlichkeiten
- Ralf Scherbaum, (1991–1992, 2004–2010), 33 Zweitligaspiele beim 1. FC Schweinfurt 05,  (2010–2012) – als Co-Trainer.
- Steffen Hofmann, (1993–1996) Jugend, bis 2018 Mittelfeldspieler beim SK Rapid Wien
- Peter Deißenberger, (1999–2000, 2006–2008, 2010–2012), 1 Bundesligaspiel für Eintracht Frankfurt
- Markus Lützler, 32 Zweitligaspiele für den 1. FC Saarbrücken, den 1. FC Nürnberg und den Wacker Burghausen, spielte von 2005 bis 2007 und die Saison 2009/2010 beim WFV